# Saitama

Saitama (さいたま市 Saitama-shi?) este un municipiu din Japonia, centrul administrativ al prefecturii Saitama.

## Personalități născute aici
- Mamoru Miyano (n. 1983), actor, cântăreț.